# Andreas Birnbacher
Andreas Birnbacher (Stensele, 1981. szeptember 11. –) német sílövő. A világkupában 2001-ben indult először. Pályafutásának első éveiben a korosztályos világversenyeken képviselte hazáját. Junior világbajnokságokon négy arany, két ezüst és egy bronzérmet nyert hazájának, európa-bajnokságon pedig egyszer végzett az első helyen.
Világbajnokságon 2004-ben indult először, legjobb eredményét 2008-ban érte el, amikor a vegyes váltóval az első helyet szerezte meg.
Olimpián 2010-ben állhatott rajthoz első alkalommal, ahol a váltóval az ötödik, egyéniben tizenkettedik, az üldözőversenyben a tizenharmadik, a tömegrajtos versenyben a tizenötödik, a sprintben pedig a huszonharmadik helyen ért célba.

## Eredményei

### Olimpia
| Év   | Olimpia   | Versenyszám | Versenyszám | Versenyszám   | Versenyszám | Versenyszám | Versenyszám |
| Év   | Olimpia   | Egyéni      | Sprint      | Üldözőverseny | Tömegrajtos | Váltó       |             |
| ---- | --------- | ----------- | ----------- | ------------- | ----------- | ----------- | ----------- |
| 2010 | Vancouver | 12          | 23          | 13            | 15          | 5           |             |

### Világbajnokság
| Év   | Világbajnokság     | Versenyszám | Versenyszám | Versenyszám   | Versenyszám | Versenyszám | Versenyszám  | Versenyszám |
| Év   | Világbajnokság     | Egyéni      | Sprint      | Üldözőverseny | Tömegrajtos | Váltó       | Vegyes váltó |             |
| ---- | ------------------ | ----------- | ----------- | ------------- | ----------- | ----------- | ------------ | ----------- |
| 2004 | Oberhof            | 14          |             |               |             |             |              |             |
| 2005 | Hochfilzen         |             | 56          | DNS           |             |             |              |             |
| 2006 | Pokljuka           |             |             |               |             |             | 4            |             |
| 2007 | Antholz-Anterselva | 19          | 17          | 13            | 2           |             |              |             |
| 2008 | Östersund          |             | 8           | 21            | 16          | 3           | 1            |             |
| 2010 | Hanti-Manszijszk   |             |             |               |             |             |              |             |
| 2011 | Hanti-Manszijszk   | 8           | 6           | 5             | 16          | 7           |              |             |
| 2012 | Ruhpolding         | 4           | 16          | 12            | 4           | 3           | 3            |             |

### Világkupa
| Idény   | Összesített eredmény Helyezés (Pontszám) | Összesített eredmény Helyezés (Pontszám) | Összesített eredmény Helyezés (Pontszám) | Összesített eredmény Helyezés (Pontszám) | Összesített eredmény Helyezés (Pontszám) |
| Idény   | Összetett                                | Egyéni                                   | Sprint                                   | Üldözőverseny                            | Tömegrajtos                              |
| ------- | ---------------------------------------- | ---------------------------------------- | ---------------------------------------- | ---------------------------------------- | ---------------------------------------- |
| 2001/02 | 54 (42)                                  | 0                                        | 46 (24)                                  | 51 (18)                                  | 0                                        |
| 2002/03 | 46 (70)                                  | 46 (9)                                   | 47 (27)                                  | 37 (34)                                  | 0                                        |
| 2003/04 | 29 (172)                                 | 16 (44)                                  | 43 (38)                                  | 26 (72)                                  | 34 (18)                                  |
| 2004/05 | 30 (169)                                 | 25 (34)                                  | 34 (55)                                  | 26 (64)                                  | 35 (16)                                  |
| 2005/06 | 17 (371)                                 | 21 (34)                                  | 18 (133)                                 | 13 (122)                                 | 18 (82)                                  |
| 2006/07 | 13 (514)                                 | 15 (58)                                  | 12 (181)                                 | 16 (144)                                 | 8 (131)                                  |
| 2007/08 | 10 (481)                                 | 31 (28)                                  | 6 (194)                                  | 8 (166)                                  | 15 (90)                                  |
| 2008/09 | 27 (314)                                 | 50 (27)                                  | 24 (142)                                 | 27 (82)                                  | 29 (63)                                  |
| 2009/10 | 15 (479)                                 | 24 (58)                                  | 16 (170)                                 | 15 (112)                                 | 15 (123)                                 |
| 2010/11 | 14 (549)                                 | 10 (93)                                  | 9 (219)                                  | 13 (142)                                 | 19 (95)                                  |
| 2011/12 | 3 (837)                                  | 8 (90)                                   | 8 (248)                                  | 6 (239)                                  | 1 (260)                                  |

| 2004/05    | | Beitostølen Váltó                                                                                     | Cesana San Sicario Váltó Pokljuka Üldözőverseny Pokljuka Sprint                                       |
| 2005/06    | | | |
| 2006/07    | | Östersund Egyéni Hochfilzen Váltó Oberhof Váltó Antholz-Anterselva Tömegrajtos (VB)                   | Ruhpolding Váltó Pokljuka Tömegrajtos                                                                 |
| 2007/08    | Östersund Vegyes váltó (VB)                                                                           | Pokljuka Váltó                                                                                        | Oberhof Váltó Östersund Váltó (VB)                                                                    |
| 2008/09    | | | |
| 2009/10    | | | |
| 2010/11    | Oslo Holmenkollen Sprint                                                                              | | |
| 2011/12    | Hochfilzen Üldözőverseny Oberhof Tömegrajtos Antholz-Anterselva Tömegrajtos                           | Antholz-Anterselva Váltó Oslo Holmenkollen Tömegrajtos                                                | Ruhpolding Váltó (VB) Ruhpolding Vegyes váltó (VB)                                                    |
| Összesítés | Egyéni: 0 Sprint: 1 Üldözőverseny: 1 Tömegrajtos: 2 Váltó: 0 Vegyes váltó: 1 ------------ Összesen: 5 | Egyéni: 1 Sprint: 0 Üldözőverseny: 0 Tömegrajtos: 2 Váltó: 5 Vegyes váltó: 0 ------------ Összesen: 8 | Egyéni: 0 Sprint: 1 Üldözőverseny: 1 Tömegrajtos: 1 Váltó: 5 Vegyes váltó: 1 ------------ Összesen: 9 |

- O - Olimpia és egyben világkupa forduló is.
- VB - Világbajnokság és egyben világkupa forduló is.